# Max Renne (Dirigent)
Max Renne (* 9. Februar 1974 in Berlin) ist ein deutscher Dirigent.

## Leben
Max Renne beendete seine schulische Ausbildung im Jahre 1993 am Friedrich-Ebert-Gymnasium in Berlin mit dem Abitur. Bereits ab dem Jahre 1991 hatte er ein Vorstudium in Korrepetition, Partiturspiel und Dirigieren an der Hochschule für Musik „Hanns Eisler“ Berlin begonnen, das er im Jahre 1993 abschloss.
In den Jahren 1993 und 1994 leistete Renne seinen Wehrdienst als Korrepetitor bei der Bundeswehr und studierte von 1994 bis 1996 an der Universität für Musik und darstellende Kunst Wien bei Leopold Hager. Im Jahre 1995 war er Korrepetitor und musikalischer Assistent bei den Sommerfestspielen in Meran („Der Freischütz“) und 1996 in Wernigerode („Don Giovanni“). Ab dem Wintersemester 1996/97 setzte er sein Studium an der Hochschule für Musik und Darstellende Kunst Stuttgart fort und war ab der Spielzeit 1996/97 als Korrepetitor mit Dirigierverpflichtung am Landestheater Linz tätig, wo er bald Studienleiter und Kapellmeister wurde. In dieser Zeit erarbeitete er ein umfangreiches Opern- und Operettenrepertoire, welches er auch zum großen Teil dirigierte, und betreute als musikalischer Leiter mehrere Produktionen, für die er eigene Arrangements schrieb.
Im Jahre 1999 erhielt er ein Stipendium des Richard-Wagner-Verbandes Linz.
Seit 2004 ist Max Renne als freiberuflicher Dirigent tätig und leitete in dieser Funktion Produktionen im Probenzentrum im ehemaligen Magazingebäude der Staatsoper Unter den Linden und im Großen Haus. Er erarbeitete Opernproduktionen mit der Dresdner Philharmonie im Kulturzentrum Hellerau und arbeitete 2007 an der Volksbühne Berlin erstmals mit Sebastian Baumgarten zusammen. Dirigate führten ihn nach Berlin, Dresden, Leipzig und Stuttgart. In der Spielzeit 2012/13 dirigierte er die Inszenierungen von Friedrich Goldmanns Oper „R.Hot bzw. Die Hitze“ in der Werkstatt der Staatsoper im Schiller Theater sowie 2015/2016 an der Semperoper Dresden (Semper 2). An der Oper Göteborg dirigierte er einen Ballettabend und am Staatsschauspiel Stuttgart „Die Dreigroschenoper“ in der Regie von Sebastian Baumgarten. Er dirigierte 2018/19 im Opernkinderorchester der Staatsoper Berlin.

## Auszeichnungen
- März 1996: Gewinner und Preisträger des Dirigentenwettbewerbs für Operette in Baden bei Wien